# Wallingford, Iowa
Wallingford är en ort i Emmet County i Iowa. Vid 2010 års folkräkning hade Wallingford 197 invånare.